# Эфендиев, Эльчин Ильяс оглы
Эльчи́н Илья́с оглы Эфенди́ев (азерб. Elçin İlyas oğlu Əfəndiyev; 13 мая 1943, Баку — 3 августа 2025) — доктор филологических наук, Народный писатель Азербайджана (1998), деятель искусств, литературовед, критик, профессор Бакинского государственного университета, государственный и общественный деятель. Заместитель премьер-министра Азербайджанской Республики (1993—2018).

## Биография
Родился 13 мая 1943 года в Баку. В 1960 году там же окончил среднюю школу. В 1965 году окончил филологический факультет БГУ. В 1968 году становится аспирантом по специальности теория литературы Института Литературы имени Низами Академии наук Азербайджана.
Кандидатскую диссертацию защитил на тему «Художественная проза Азербайджана в литературной критике», а докторскую по теме «Проблемы истории и современности в литературе».
Афандиев скончался 3 августа 2025 года в возрасте 82 лет. Он был похоронен на l-й Аллее почетного захоронения.

## Семья
Отец — народный писатель Азербайджана Ильяс Эфендиев. Брат — Тимучин Эфендиев. Супруга Нушаба Эфендиева — музыкант-теоретик. Три дочери: Гюнай — дипломат, Умай — юрист, Айсу — студентка факультета журналистики.

## Творчество
В 1959 году, когда Эльчину было 16 лет, был опубликован его первый рассказ в газете «Молодёжь Азербайджана». Первая книга Эльчина, «Одна из тысячи ночей» вышла в свет в 1965 году.
Книги Эльчина издаются во многих странах мирах, переводятся более чем на 20 языков и общий тираж за время изданий дошёл до 5 млн книг. «Первая любовь Балададаша» была первой книгой писателя, изданной на русском языке.
По сценариям Эльчина было снято несколько художественных фильмов: «Первая любовь Балададаша» (одна из новелл в фильме «Страницы жизни», 1974), «Удар в спину» (1977), «Я ещё вернусь» (1980), «Серебристый фургон» (1982), «Дачный сезон» (1985), «И увидел Умай сон» (1985, мультфильм), «Ночь без края» (1989), «Национальная бомба» (2004), «Судьба государя» (2008). В качестве режиссёра снял мультфильм «Джиртдан».
Все свои произведения подписывает «Эльчин».

## Политическая карьера
Эльчин Эфендиев председатель ряда государственных комиссий, член авторитетных азербайджанских и международных культурных обществ и ассоциаций. Был депутатом ВС АзССР.
С 1993 по 2018 год являлся заместителем премьер-министра Азербайджанской Республики, а также председателем общества «Вэтэн» — общества культурных связей с зарубежными странами.
С 11 июля 2011 года являлся членом государственной комиссии по Национальной стратегии по развитию образования в Азербайджане на 2011—2012 годы.

## Награды и признание
- Орден «Независимость» (29 мая 2003 года) — за большие заслуги в развитии азербайджанской литературы[15].
- Орден «Честь» (11 мая 2013 года) — за особые заслуги в развитии азербайджанской культуры[16].
- Орден «Слава» (11 мая 2018 года) — за плодотворную деятельность в области развития современного литературоведения и литературной критики в Азербайджанской Республике[17].
- Орден «Знак Почёта» (22 августа 1986 года).
- Премия Ленинского комсомола (1982) — за сборник рассказов и повестей «Смоковница».
- Народный писатель Азербайджана (23 мая 1998 года) — за большие заслуги в развитии азербайджанского издания[18].
- Заслуженный деятель искусств Азербайджанской ССР (1984).
- Премия Союза писателей.
- Премия московской «Литературной газеты».
- Премия журнала «Дружба народов».
- Премия журнала «Смена».
- Премия журнала «Неделя».
- Премия «525-й газеты».
- Премия им. Неджипа Фазыла (2 декабря 2022 года)[19]
- Премия «Золотой дервиш» (1999).
- Почётный диплом Президента Азербайджанской Республики (12 мая 2023 года) — за многолетнюю плодотворную деятельность в развитии азербайджанской культуры[20]
- Медаль «Шараф» (2023, ТЮРКСОЙ)[21]

## Произведения
Романы
- «Махмуд и Марьям»
- «Белый верблюд»
- «Смертный приговор»
- «Удар в спину»
- «Я ещё вернусь»
- «Дачный сезон»
- «Национальная бомба»
- «Судьба государя»[22]

Рассказы
- «Поезд. Пикассо. Латур, 1969»
- «В снегу»
- «Отчаяние лисы»
- «Мотоцикл за пять копеек»
- «Ходят по земле поезда»
- «Голубой, оранжевый»
- «Напротив старой мечети»
- «Первая любовь Балададаша»[23]
- «Шушу туман окутал»
- «Изменение»
- «Красный медвежонок»
- «Броня»
- «Навес»

Повести
- «Серебристый фургон»
- рияд аббасов футболист
- «Смоковница»
- «Кумган»
- «Автокатастрофа в Париже»
- «История одной встречи»
- «Чудеса в почтовом отделении»
- «Курица осталась в живых»[24]

Пьесы
- «Здравствуйте, я ваш дядя»
- «Ах, Париж, Париж!»
- «Шекспир»[25][26]
- «Мой муж — чокнутый»
- «Мой любимый сумасшедший»

Монографии
- «Взгляд на публицистику Узеира Гаджибекова»[27]
- «Ильяс Эфендиев. Жизнь, которая не вмещается в стих»[28]
- «Критика и проза»
- «Образ мира в классической ашугской поэзии»
- «Сары гялин»
- «Карабах шикестеси»

## Фильмография
- 1977 — Удар в спину